# 2018年のイタリア
2018年のイタリア （2018ねんのイタリア）では、2018年のイタリアに関する出来事について記述する。

## 国家元首等
- 共和国大統領
  - 第12代: セルジョ・マッタレッラ （無所属、2015年2月3日 - ）
- 共和国首相
  - 第64代: パオロ・ジェンティローニ （民主党、2016年12月12日 - 2018年6月1日）
  - 第65代: ジュゼッペ・コンテ （無所属、第1次内閣：2018年6月1日 - 2019年9月5日）

## できごと

### 1月
- 1月3日 - ヴェネツィアのドゥカーレ宮殿で開催されていた「ムガール帝国とマハラジャの財宝展」で、展示していたカタール王家が所有のインド宝飾品100万ユーロ（約1億4000万円）が盗難にあった[1]。
- 1月25日 - イタリア・ミラノ近郊のピオルテッロで列車が脱線し、3人が死亡、10人が重傷、約100人が負傷[2]。

### 3月
- 3月4日 - イタリア総選挙の投開票が行われ、どの勢力も過半数に達せず[3]。
- 3月21日 - ミラノで 世界フィギュアスケート選手権が開幕[4]。

### 5月
- 5月15日（現地日付） - リヴォルノ出身のアメデオ・モディリアーニの絵画『裸婦像』が、サザビーズがアメリカ・ニューヨークで開催したオークションで史上4番目に高い1億5720万ドル（当時約172億円）で落札された[5]。

### 8月
- 8月14日 - ジェノヴァの高速道路A10のモランディ橋が崩落し少なくとも37人が犠牲となった[6]。

### 11月
- 11月5日 - 前月から続くヨーロッパの広範囲での豪雨で、イタリア国内で30人以上が死亡[7]。
- 11月14日 - イタリア警察は13日、2800万ユーロ（約37億1400万円）以上に相当する精巧な偽札90万枚以上を押収し、容疑者13人の身柄を拘束したと発表[8]。

## 予定

### 8月
- 8月29日 - 第75回ヴェネツィア国際映画祭開幕。

### 9月
- 9月8日 - 第75回ヴェネツィア国際映画祭閉幕。